# 오스카르 힐리에마르크
오스카르 카를 니클라스 힐리에마르크(스웨덴어: Oscar Carl Niclas Hiljemark, 1992년 6월 28일 ~ )는 스웨덴의 은퇴한 축구 선수이다. 포지션은 미드필더로 활약했다.

## 수상

### 클럽
엘프스보리
- 알스벤스칸: 2012

PSV
- 에레디비시: 2014–15

### 개인
스웨덴 U21
- UEFA U-21 축구 선수권 대회: 2015